# 187INC
187 INC 謀殺有限公司，是一個由YOUNG JOHNNY、台中彫柏（「Struggle Life」）、Monkey（廖文豪） 等組成的成人嘻哈饒舌團體。該團體之特色為作品充滿色情、暴力、金錢和性感美女等相關煽情影像和詞曲，並致力於傳達真實社會之生活意象。該團體之代表作有「土豪情歌」、「台中愛」、「婊子不需要愛」、「鐘點情人」、「每天都是生日」、「紫色販子」、「抓泥鰍」等。該團體與玖壹壹關係密切，且皆因風格露骨而引來輿論爭議。與日本AVR Tokyo公司合作拍攝亞洲第一支嘻哈AV創下華語嘻哈界的新紀錄。

## 音樂作品

### 正規專輯
| #   | 專輯資料                                                            | 曲目 |
| 1st | 《SIN CITY 萬惡城市》 - 發行日期：2016年3月8日 - 唱片公司：滾石唱片 | 曲目 1. Intro SIN CITY 2. 每天都是生日（feat. 頑童MJ116） 3. 讓我喬 4. skit 01 5. 婊子不需要愛（feat. 廖文豪） 6. 夏日情懷 7. 台中愛（feat. Right Eye） 8. skit 02 9. 鐘點情人 10. 哈熱假期 11. 錢雨 12. 自白 |

### 單曲
| 年份 | 歌名       | 備註                        |
| 2015 | 紫色販子   |                             |
| 2016 | 土豪情歌   | feat. 玖壹壹春風、Right Eye |
| 2017 | 笑天下     |                             |
| 2017 | 365 days   |                             |
| 2018 | 騰雲駕霧   |                             |
| 2018 | 貝貝       |                             |
| 2018 | 愛我恨我   |                             |
| 2019 | 贏光妳的錢 |                             |

## 外部連結
- 187 INC 謀殺有限公司的Facebook專頁
- Tokyo公司合作拍187 INC 謀殺有限公司（页面存档备份，存于）的Youtube頻道
- 187.INC在iNDIEVOX的專頁